# Национална диета (Япония)
Парламентът на Япония (на японски: 国会; на хирагана: こっかい, коккай) се нарича „Национална диета“.. Тя е законодателният орган на Япония. Националната диета представлява двукамарен законодателен орган, състоящ се от Камара на представителите 衆議院 (шуги-ин) и Камара на съветниците 参議院 (санги-ин). Тя се счита за върховен орган на държавната власт (според членове 41 и 42 от Конституцията на Япония). В сградата на Диетата, като се гледа от предната си част, Камарата на съветниците е разположена в дясното крило, а Камарата на представителите е в лявото крило.
В Конституцията на Япония Диетата е „върховен орган на държавната власт“ и се счита за „единствения законодателен орган на държавата“ (Конституция, член 41). Тя има функция на „представителен орган на народа“ (член 43, параграф 1 от Конституцията).

## Състав и организация

### Система
Националната диета се състои от Камара на представителите (долна камара) и Камара на съветниците (горна камара).. И двете камари са демократично избрани, като Камара на представителите се състои от 465 членове, а Камарата на съветниците - от 248 членове, всички от които се избират пряко от японският народ (общи избори за Камарата на представителите и редовни избори за Камарата на съветниците).
Във всяка камара са създадени секретариат и законодателно бюро, които подпомагат двете камари, както и библиотеката на Националния парламент, която е помощен орган, отчитащ се пряко пред Диетата. 
Камара на представителите
- Секретариат на Камарата на представителите
- Законодателно бюро на Камарата на представителите
- Мемориална зала на Конституцията

Камара на съветниците
- Секретариат на Камарата на съветниците
- Законодателно бюро на Камарата на съветниците
- Национална хранителна библиотека
- Комитет по съдебно-прокурорска дейност
- Съд за импийчмънт на съдии

#### Церемония по откриването
Церемонията по откриването на Диетата (парламента) се провежда в началото на деня след нейното свикване всяка година. В пленарната зала на Камарата на съветниците присъстват императора и председателя на Камарата на представителите. Датата, часът и мястото на церемонията по откриването се определят чрез консултации между председателя на Камарата на представителите и председателя на Камарата на съветниците. По време на церемонията по откриването председателят на Камарата на представителите произнася тържествено слово, а императорът произнася реч. Членовете на Камарата на представителите и членовете на Камарата на съветниците се събират заедно в пленарната зала на Камарата на съветниците за церемонията по откриването, но поради недостиг на места тези, които не могат да се влязат, се събират на втория етаж на залата. Преди церемонията по откриването е прието членовете на Камарата на представителите и Камарата на съветниците да се подредят пред главната порта, за да посрещнат императора.